# Worth (Illinois)
Worth – wieś w Stanach Zjednoczonych, w stanie Illinois, w hrabstwie Cook.